# 帕萨比县

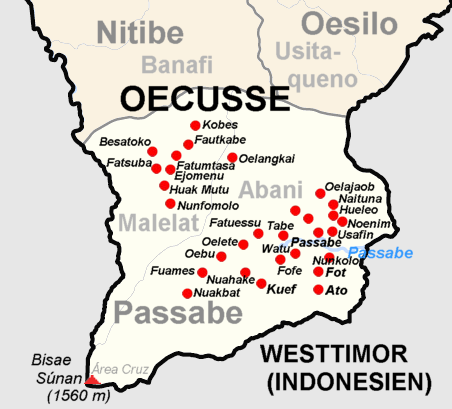
帕萨比县地图

帕萨比县是东帝汶民主共和国欧库西区的一个县，是位于印度尼西亚西帝汶的一块飞地，该县面积60.84平方公里，2010年人口普查时时人口为7572，县治位于帕萨比。